# خطاف المخازن

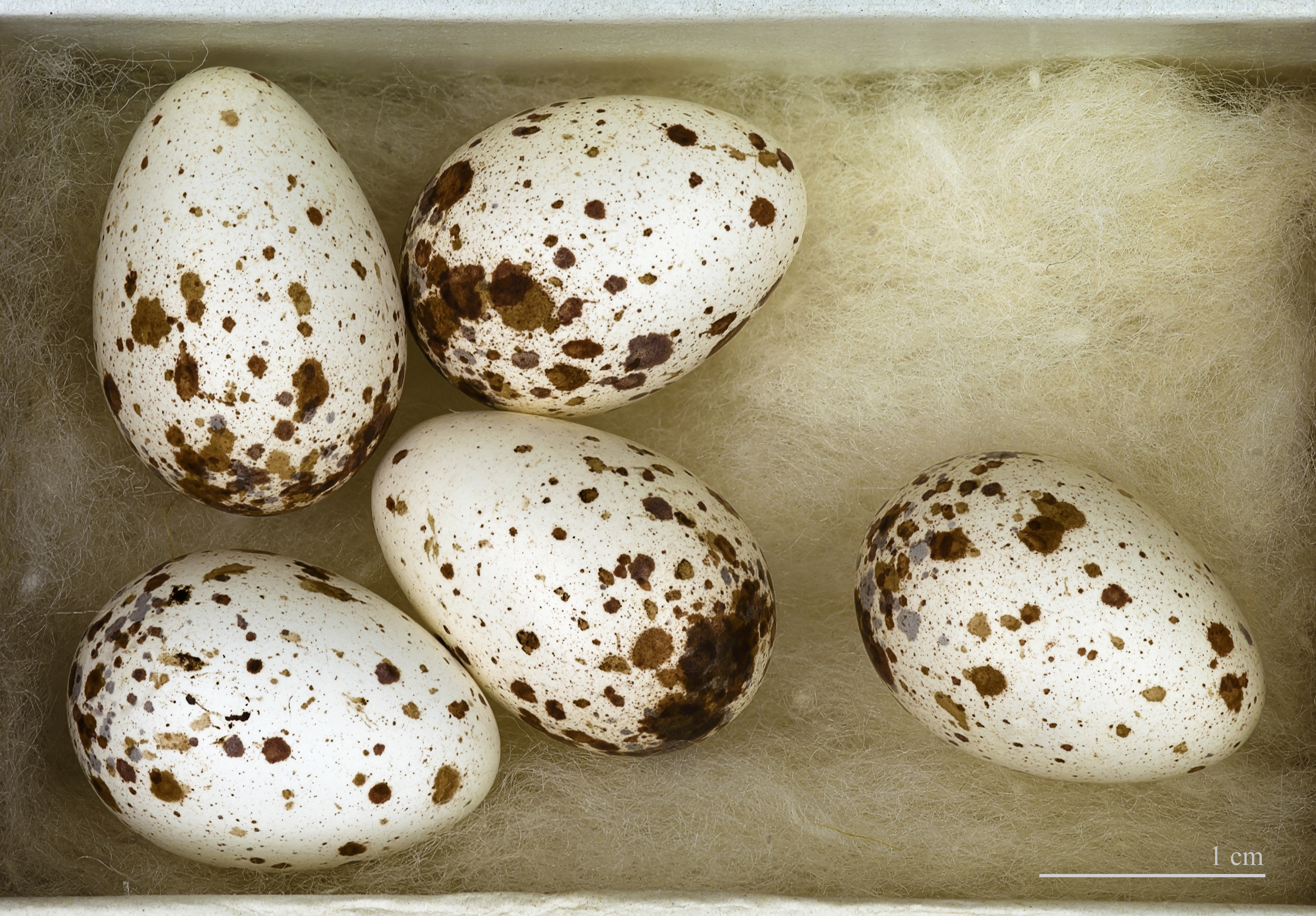

خُطَّافُ المخازن أو سنونو المخازن أو عصفور الجنة المخازن أو سنونو العمران أو خُطَّاف المداخن (بالإنجليزية: Barn Swallow)‏ (الاسم العلمي: Hirundo rustica) ، هو طائر ينتمي إلى سنونو (فصيلة: Hirundinidae).
طيور تعيش في الأرياف المكشوفة في معظم أنحاء العالم باستثناء القارة المتجمدة الجنوبية ، يتغذى على الحشرات الطائرة و يبني عشه في الأشجار ، و على المباني ، و في الضفاف الرملية أو الموحلة.

## وصفها

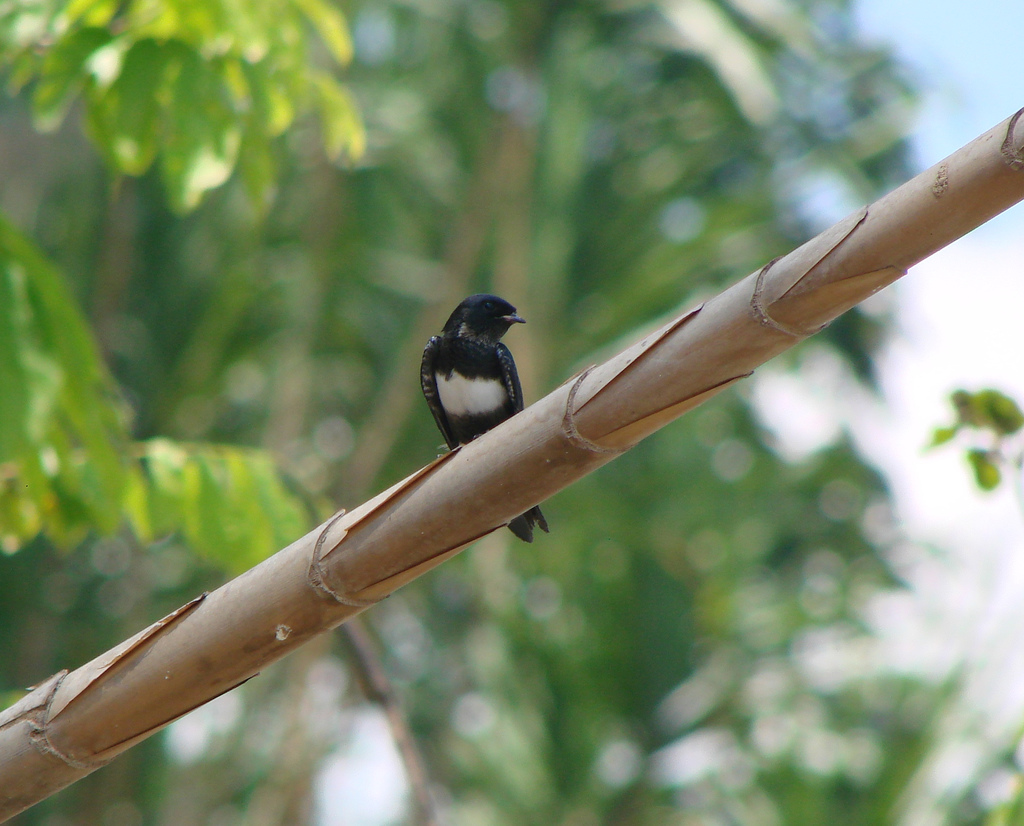
السنونو

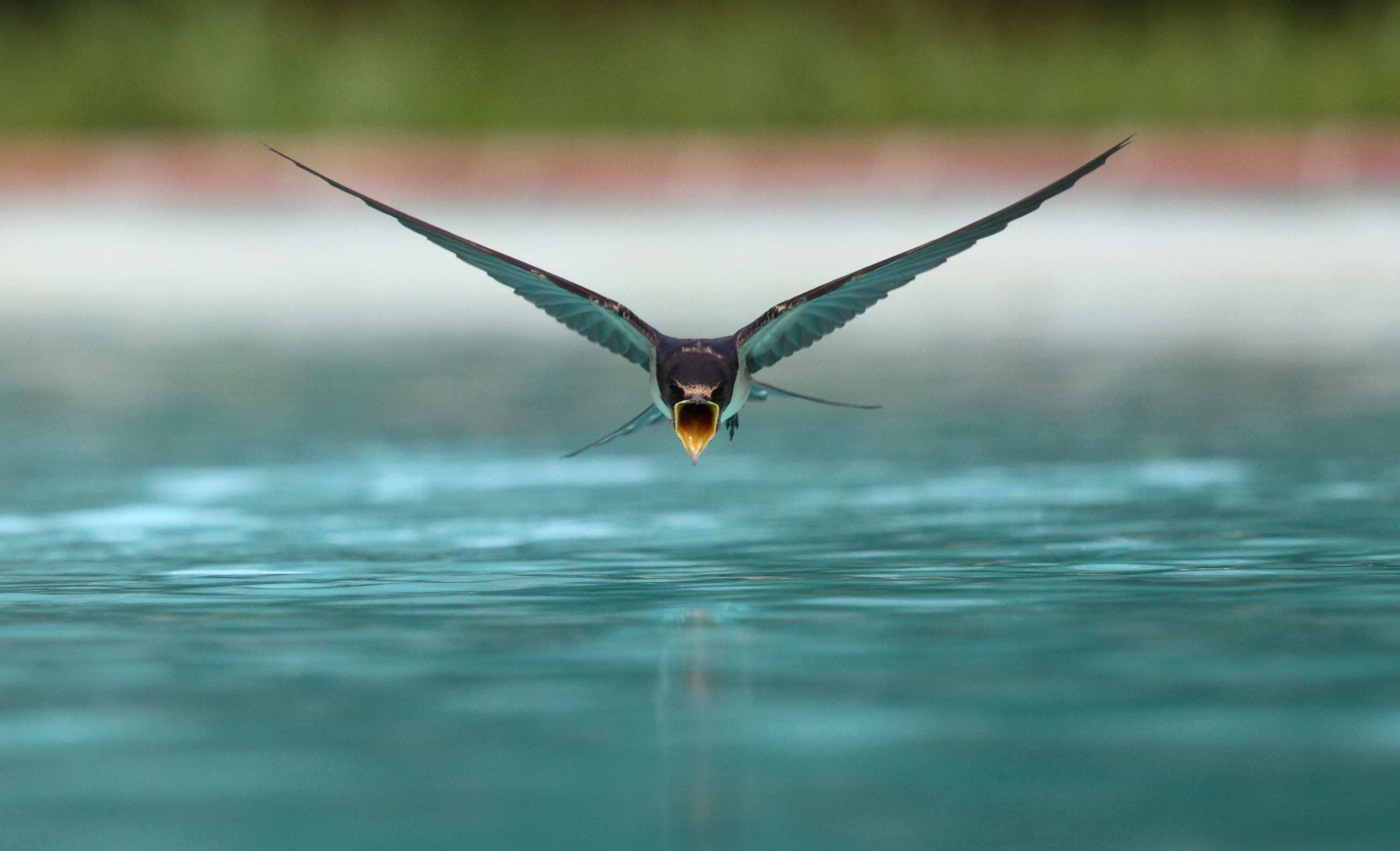
مستعد لشرب الماء

طيور الخطاف ( السنونو ) رشيقة و انسيابية تقضي معظم أوقات حياتها في الجو ، لها جناحان طويلان وذيل متشعب ؛ يساعدها على الطيران بمهارة و انسيابية فائقة، تلتقط فريستها بمنقارها في الجو، وهي طيور قصيرة الطول و مفلطحة، منقاريها تنفتح على فجوة واسعة لالتقاط الحشرات ، تبني بعض أنواع هذه الطيور في الأشجار بينما أنواع أخرى تبني أعشاشها في الحظائر القديمة، و تقوم بعض الأنواع برحلات هجرة طويلة، مثلًا خطاف شمال أوروبا يطير مسافة تزيد عن 11000 كم إلى مناطقها الشتوية في أفريقيا .

## معرض صور

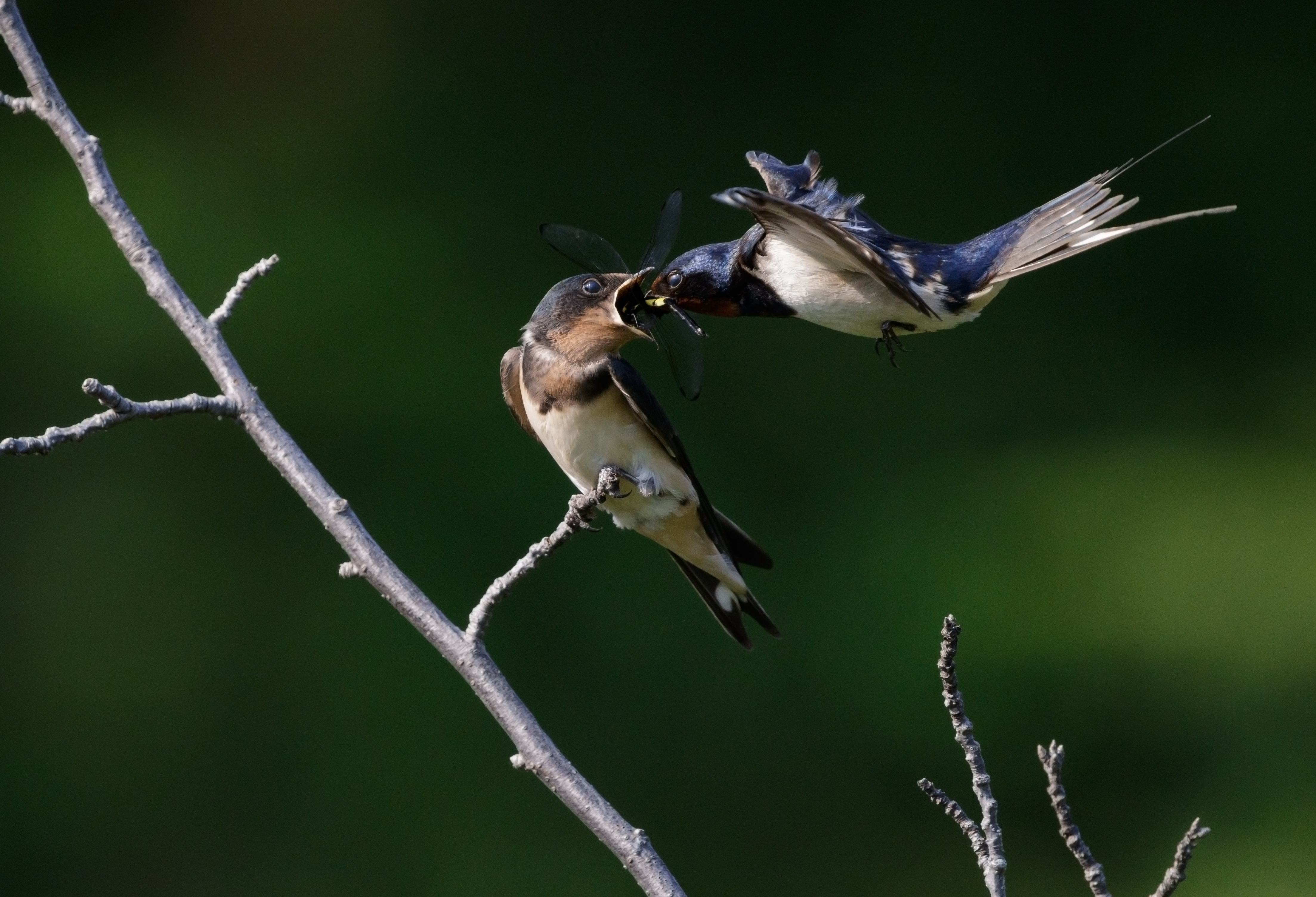
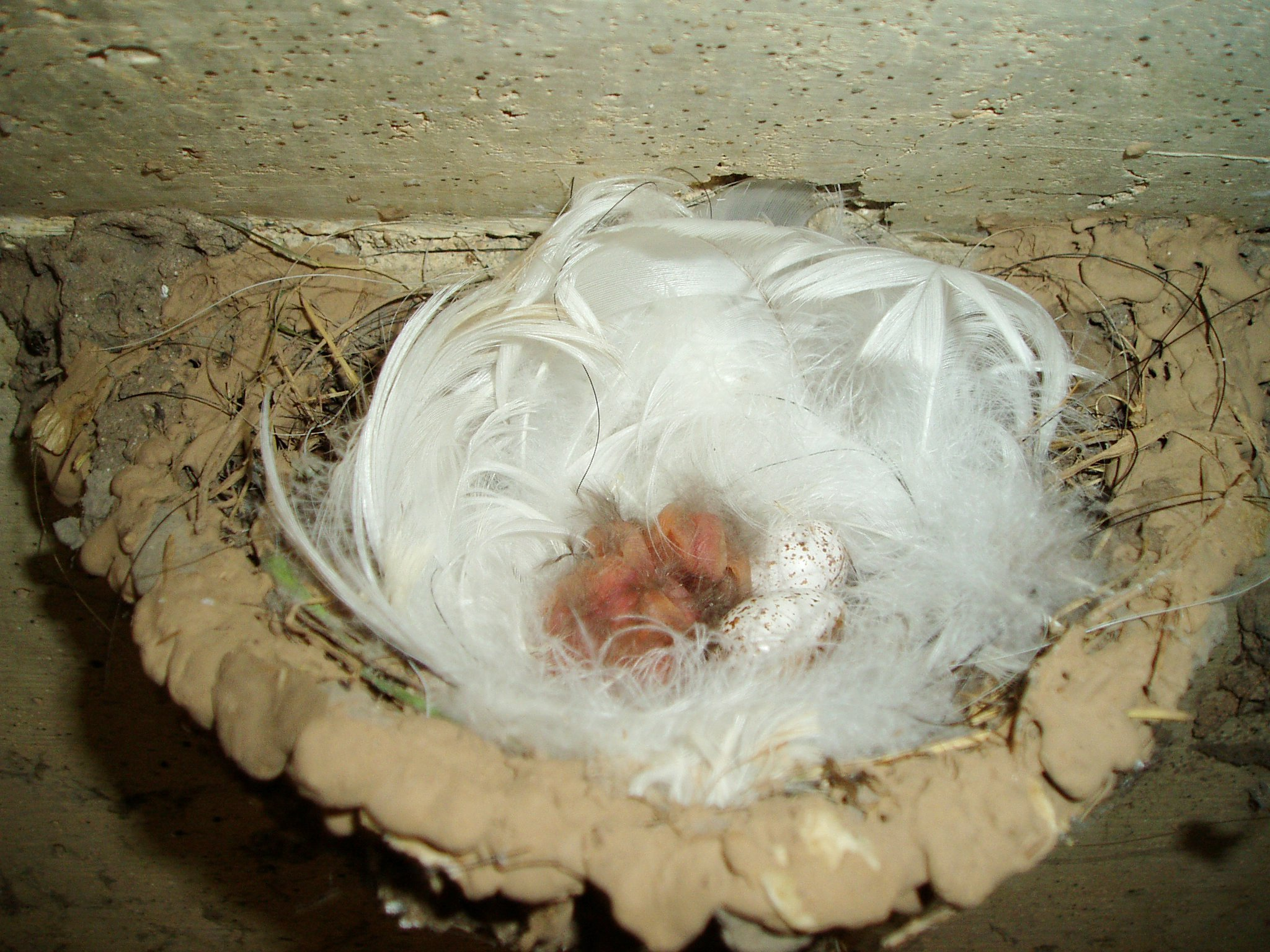
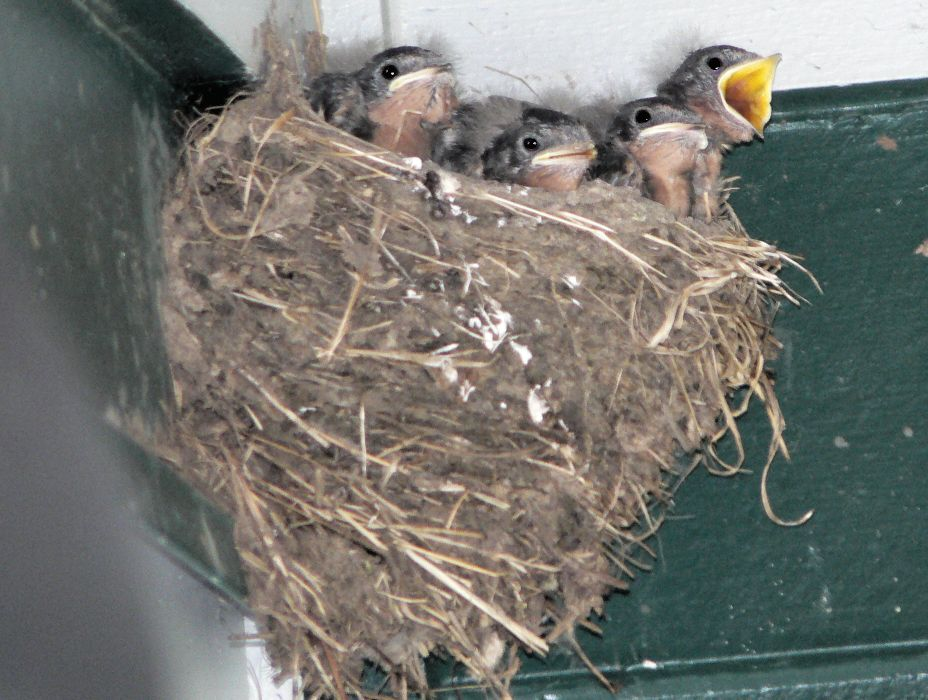